# Myrmelachista schachovskoi
Myrmelachista schachovskoi is een mierensoort uit de onderfamilie van de schubmieren (Formicinae). De wetenschappelijke naam van de soort is voor het eerst geldig gepubliceerd in 1951 door Kusnezov.